# Luísa de Thurn e Taxis
Luísa Matilde Guilhermina Maria Maximiliana (em alemão: Luisa Mathilde Wilhelmine Marie Maximiliane; Dischingen, 1 de junho de 1859 – Sigmaringa, 20 de junho de 1948), foi a filha mais velha de Maximiliano António, Príncipe Herdeiro de Thurn e Taxis e de sua esposa, a duquesa Helene da Baviera, irmã da imperatriz Sissi da Áustria. Luísa casou-se com o príncipe Frederico de Hohenzollern-Sigmaringen, irmão da rainha Estefânia de Portugal.

## Família
Luísa era a filha mais velha do príncipe-herdeiro Maximiliano António de Thurn e Taxis e da sua esposa, a duquesa Helena Carolina da Baviera, irmã mais velha da imperatriz Isabel (Sissi) da Áustria. Inicialmente, era Helena quem estava destinada a casar-se com o imperador Francisco José I, mas este acabou por preferir a sua irmã mais nova.
Luísa tinha uma irmã, a princesa Isabel de Thurn e Taxis, casada com o duque Miguel de Bragança e dois irmãos mais novos, Maximiliano Maria, 7.º Príncipe de Thurn e Taxis, que morreu com apenas vinte-e-dois anos de idade sem deixar descentes, e Alberto, 8.º Príncipe de Thurn e Taxis, casado com a arquiduquesa Margarida Clementina da Áustria.

## Casamento
Luísa casou-se no dia 21 de Junho de 1879, em Regensburg, com o príncipe Frederico de Hohenzollern-Sigmaringen, quinto filho do príncipe Carlos Antônio de Hohenzollern e da princesa Josefina de Baden. Frederico era irmão mais novo da rainha Dona Estefânia de Portugal que morreu quando ele tinha dezasseis anos.
O casal não teve filhos.

## Genealogia
| Luísa de Thurn e Taxis | Pai: Maximiliano António de Thurn e Taxis | Avô paterno: Maximiliano Carlos, 6º Príncipe de Thurn e Taxis | Bisavô paterno: Carlos Alexandre, 5.º Príncipe de Thurn e Taxis |
| Luísa de Thurn e Taxis | Pai: Maximiliano António de Thurn e Taxis | Avô paterno: Maximiliano Carlos, 6º Príncipe de Thurn e Taxis | Bisavó paterna: Teresa de Mecklemburgo-Strelitz                 |
| Luísa de Thurn e Taxis | Pai: Maximiliano António de Thurn e Taxis | Avó paterna: Guilhermina de Dörnberg                          | Bisavô paterno: Ernesto de Dörnberg                             |
| Luísa de Thurn e Taxis | Pai: Maximiliano António de Thurn e Taxis | Avó paterna: Guilhermina de Dörnberg                          | Bisavó paterna: Guilhermina Henriqueta Maximiliana de Glauburg  |
| Luísa de Thurn e Taxis | Mãe: Helena Carolina da Baviera           | Avô materno: Maximiliano, duque na Baviera                    | Bisavô materno: Pio Augusto da Baviera                          |
| Luísa de Thurn e Taxis | Mãe: Helena Carolina da Baviera           | Avô materno: Maximiliano, duque na Baviera                    | Bisavó materna: Amélia Luísa de Arenberg                        |
| Luísa de Thurn e Taxis | Mãe: Helena Carolina da Baviera           | Avó materna: Luísa Guilhermina da Baviera                     | Bisavô materno: Maximiliano I José da Baviera                   |
| Luísa de Thurn e Taxis | Mãe: Helena Carolina da Baviera           | Avó materna: Luísa Guilhermina da Baviera                     | Bisavó materna: Carolina de Baden                               |